# Endymion (kráter)

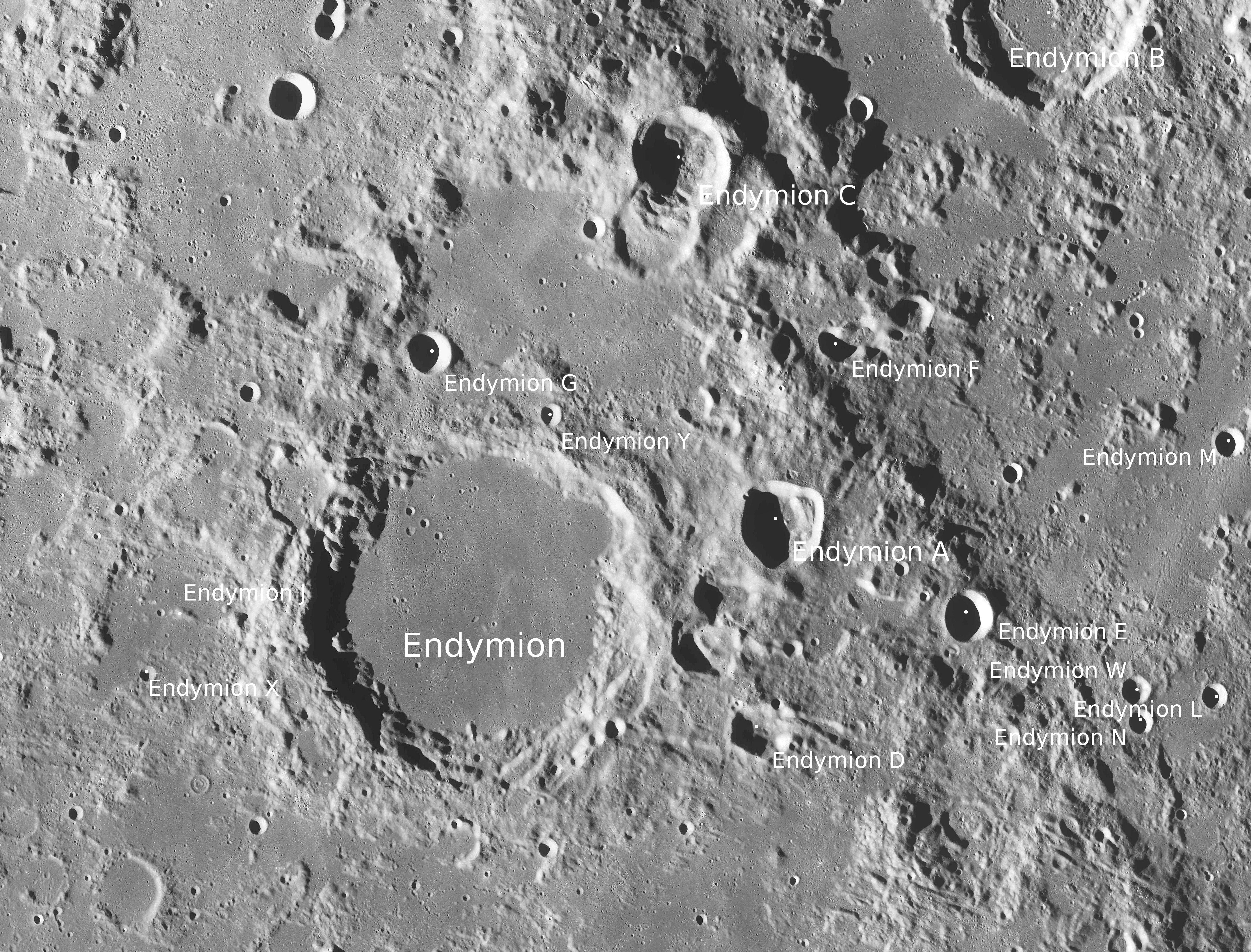
Poloha kráteru Endymion.

Endymion je rozlehlý kráter s tmavým dnem nacházející se blízko severovýchodního okraje na přivrácené straně Měsíce. Má průměr 125 km. Díky své poloze je pro pozorovatele ze Země značně zkreslený. Za ním na samém okraji přivrácené polokoule leží Mare Humboldtianum (Humboldtovo moře).

## Popis
Kráter má mohutný okrajový val a jeho dno má nízké albedo (je tmavší než okolí), neboť bylo vyplněno ztuhlou lávou. I díky tomu je snadno identifikovatelný během pozorování. Je také relativně ploché a neobsahuje ani mnoho malých kráterů (tzv. kráterových jamek). Uskupení tří z nich lze nalézt v řadě za sebou v severozápadním kvadrantu. Severovýchodní okraj je poznamenán dopadem kosmického tělesa, je vyboulený.
Endymion leží severně od Lacus Temporis (Jezero času) a východně od Mare Frigoris (Moře chladu). Jihozápadně leží poněkud menší káter Atlas jihovýchodně pak Mercurius. Severo-severozápadně lze nalézt silně rozrušený kráter De La Rue.

## Název
Pojmenován je podle pastýře z řecké mytologie Endymióna, do kterého se zahleděla bohyně Seléné.

## Satelitní krátery
V okolí se nachází několik dalších kráterů. Ty byly označeny podle zavedených zvyklostí jménem hlavního kráteru a velkým písmenem abecedy.
| Endymion | Sel. šířka | Sel. délka | Průměr |
| -------- | ---------- | ---------- | ------ |
| A        | 54.7° S    | 62.8° V    | 30 km  |
| B        | 59.8° S    | 67.2° V    | 59 km  |
| C        | 58.4° S    | 60.8° V    | 32 km  |
| D        | 52.4° S    | 62.4° V    | 20 km  |
| E        | 53.6° S    | 66.2° V    | 18 km  |
| F        | 56.9° S    | 65.1° V    | 12 km  |
| G        | 56.4° S    | 55.6° V    | 15 km  |
| H        | 51.1° S    | 56.3° V    | 14 km  |
| J        | 53.5° S    | 50.7° V    | 67 km  |
| K        | 51.3° S    | 52.3° V    | 7 km   |
| L        | 55.4° S    | 71.0° V    | 9 km   |
| M        | 52.7° S    | 70.9° V    | 9 km   |
| N        | 52.4° S    | 69.6° V    | 9 km   |
| W        | 52.7° S    | 69.2° V    | 10 km  |
| X        | 52.9° S    | 50.1° V    | 6 km   |
| Y        | 55.8° S    | 58.0° V    | 8 km   |